# Вудсон, Билл
Билл Ву́дсон (англ. Bill Woodson; 16 июля 1917, Глендейл, Калифорния — 22 февраля 2017, Сан-Бернардино, Калифорния) — американский актёр радио, театра, кино, телевидения и озвучивания. Его карьера (в кино и на ТВ) продолжалась около полувека, за которые он снялся в примерно 120 фильмах и сериалах (включая озвучивание фильмов, мультфильмов и сериалов). Всегда играл второстепенные и эпизодические роли, в том числе в 37 случаях не был указан в титрах. Наиболее запомнился зрителю озвучиванием мультсериала «Супердрузья» (39 эпизодов в 1977—1985 годах).

## Биография
Уильям Т. Вудсон родился 16 июля 1917 года в городе Сан-Бернардино (штат Калифорния, США; согласно другим источникам — в городе Глендейл в том же штате). С 11 лет начал играть в летних театрах, в 1943 году впервые появился на бродвейских подмостках. В 1947 году стал одним из первых членов «Актёрской студии». В конце 1940-х — начале 1950-х годов активно трудился актёром озвучивания на радио: известен своими работами в радио-сериалах «Это ваше ФБР», «Саспенс», «Семейный театр».
В 1946 году впервые выступил актёром озвучивания на телевидении (рассказчик за кадром в одном эпизоде сериала «Свет погас»); в 1948 году состоялся дебют актёра на широком экране — он исполнил эпизодическую, без указания в титрах, роль солдата в фильме «Доблестный клинок». Его карьера (в кино и на ТВ) продолжалась около полувека, за которые он снялся в примерно 120 фильмах и сериалах (включая озвучивание фильмов, мультфильмов и сериалов). Всегда играл второстепенные и эпизодические роли, в том числе в 37 случаях не был указан в титрах.
В 2004—2010 годах Вудсон, большой фанат бейсбольного клуба «Миннесота Твинс», озвучил своим строгим глубоким голосом серию юмористических промо-роликов для этого клуба.
Билл Вудсон скончался 22 февраля 2017 года в Сан-Бернардино, не дожив пять месяцев до своего 100-летнего юбилея.
Личная жизнь
В октябре 1959 года Вудсон женился на актрисе Дарлин Конли (1934—2007), жениху было 42 года, невесте — 25 лет. В 1966 году последовал развод, от брака остался ребёнок.

## Бродвейские работы
- 1943—1944 — Харриет / Harriet — Лоуэлл Дентон
- 1943—1944 — Отелло / Othello — Монтано
- 1946—1947 — Сирано де Бержерак / Cyrano de Bergerac — Ле Брет • Сирано де Бержерак (дублёр)
- 1952—1955 — Зуд седьмого года[англ.] / The Seven Year Itch
- 1957 — Луна для пасынков судьбы[англ.] / A Moon for the Misbegotten — Т. Стедман Хардер

## Фильмография

### В титрах указан
- 1949 — Телевизионный театр Philco[англ.] / The Philco Television Playhouse — Ле Брет (в эпизоде Cyrano de Bergerac)
- 1954 — Театр звёзд Шлица[англ.] / Schlitz Playhouse of Stars — сержант полиции (в 2 эпизодах)
- 1955 — Продюсерская витрина[англ.] / Producers' Showcase — Ле Брет (в эпизоде Cyrano de Bergerac)
- 1958 — Приманка[англ.] / Decoy — Эд (в эпизоде High Swing)
- 1960 — Шоссе 66[англ.] / Route 66 — преподобный Хьюз (в эпизоде A Fury Slinging Flame)
- 1961 — Морская охота[англ.] / Sea Hunt — доктор Джон Грегори (в эпизоде Vital Error)
- 1961 — Дни в Долине Смерти / Death Valley Days — свидетель #2 (в эпизоде Alias James Stuart)
- 1962 — Детективы[англ.] / The Detectives — судмедэксперт (в эпизоде Crossed Wires)
- 1962 — Сёрфсайд 6[англ.] / Surfside 6 — Трэверс (в эпизоде Vendetta Arms)
- 1962 — Стрелок[англ.] / The Rifleman — шериф (в эпизоде Outlaw's Shoes)
- 1962 — Гавайский детектив[англ.] / Hawaiian Eye — Стив Толбот (в эпизоде The Sign-Off[англ.])
- 1962—1963 — Есть оружие — будут и путешествия[англ.] / Have Gun – Will Travel — Крафт • цирковой зазывала (в 2 эпизодах)
- 1962—1965 — Перри Мейсон / Perry Mason — разные роли (в 5 эпизодах)
- 1963 — Предоставьте это Биверу[англ.] / Leave It to Beaver — мистер Гейнс (в эпизоде Uncle Billy's Visit[англ.])
- 1963 — Сансет-стрип, 77[англ.] / 77 Sunset Strip — Дж. М. Дормен (в эпизоде Walk Among Tigers)
- 1963, 1966 — Шоу Люси / The Lucy Show — M.C. • Ларри МакЭйду (в 2 эпизодах[англ.])
- 1964 — Доктор Килдейр[англ.] / Dr. Kildare — мистерс Парсонс (в эпизоде A Hundred Million Tomorrows[англ.])
- 1964 — Величайшее шоу на Земле[англ.] / The Greatest Show on Earth — шпрехшталмейстер (в эпизоде Love the Giver)
- 1964 — Правосудие Бёрка[англ.] / Burke's Law — диктор новостей (в эпизоде Who Killed Merlin the Great?)
- 1965 — Моя жена меня приворожила / Bewitched — сержант полиции (в эпизоде Pleasure O'Riley)
- 1965—1966 — Беглец / The Fugitive — разные роли (в 3 эпизодах)
- 1966 — Отряд «Ф»[англ.] / F Troop — военный министр США (в 3 эпизодах[англ.])
- 1969 — Скорее мёртв, чем жив[англ.] / More Dead Than Alive — надзиратель
- 1971 — Бегство с планеты обезьян / Escape from the Planet of the Apes — офицер ВМФ
- 1971 — Шоу Мэри Тайлер Мур / The Mary Tyler Moore Show — громкоголосый мужчина (в эпизоде And Now, Sitting in for Ted Baxter[англ.])
- 1974 — Жизнь и приключения Гризли Адамса[англ.] / The Life and Times of Grizzly Adams — рассказчик за кадром
- 1976 — Туннелевидение[англ.] / Tunnel Vision — диктор-ведущий
- 1977 — Озарение[англ.] / Insight — диктор-ведущий (в эпизоде The Man of the Year)
- 1977 — ? / CB Bears — шериф (в 78 эпизодах; озвучивание)[7]
- 1977—1980 — Капитан Кейвмэн и Юные Ангелы[англ.] / Captain Caveman and the Teen Angels — второстепенные персонажи (озвучивание; в 39 сегментах[8])
- 1977—1985 — Супердрузья[англ.] / Super Friends — рассказчик за кадром • второстепенные персонажи (в 39 эпизодах; озвучивание)
- 1978 — Ослик / The Small One — кожевник (озвучивание)
- 1978—1980 — Битва планет[англ.] / Battle of the Planets — рассказчик за кадром • второстепенные персонажи (в 85 эпизодах)
- 1979—1980 — Комедийно-приключенческое шоу Пластичного человека[англ.] / The Plastic Man Comedy/Adventure Show — Лунный Разбойник • второстепенные персонажи (в 16 эпизодах)
- 1981 — Величайший американский герой[англ.] / The Greatest American Hero — диктор-ведущий (в эпизоде My Heroes Have Always Been Cowboys[англ.])
- 1981 — Тандарр-варвар[англ.] / Thundarr the Barbarian — Аргот Тысячеглазый (в эпизоде Fortress of Fear; озвучивание)
- 1981—1982 — Человек-паук / Spider-Man — Джей Джона Джеймсон • доктор Эверетт (в 26 эпизодах; озвучивание)
- 1981—1983 — Человек-паук и его удивительные друзья / Spider-Man and His Amazing Friends — Джей Джона Джеймсон • Нэмор-подводник (в 24 эпизодах; озвучивание)
- 1982 — ? / Shirt Tales — второстепенные персонажи (в 13 эпизодах)
- 1983 — Ветры войны[англ.] / The Winds of War — рассказчик за кадром (в 7 эпизодах)
- 1985 — Джетсоны / The Jetsons — рассказчик за кадром (в эпизоде Fantasy Planet[англ.])
- 1987 — Медведь Йоги и волшебный полёт гуся-щёголя[англ.] / Yogi Bear and the Magical Flight of the Spruce Goose — музейный документалист-рассказчик
- 1988—1989 — Война и воспоминание[англ.] / War and Remembrance — рассказчик за кадром (в 12 эпизодах)
- 1990 — Гарфилд и его друзья / Garfield and Friends — ведущий (в эпизоде Feline Felon / U.S. Acres: The Legal Eagle / The Cactus Saga[англ.]; озвучивание)
- 1990 — Приключения мультяшек / Tiny Toon Adventures — рассказчик за кадром • второстепенные персонажи (в 4 эпизодах[англ.]; озвучивание)
- 1990 — Костёр тщеславия / The Bonfire of the Vanities — Джин Лопвиц (озвучивание)
- 1991 — Голый пистолет 2½: Запах страха / The Naked Gun 2½: The Smell of Fear — диктор теле-рекламы
- 1993 — Коты быстрого реагирования / SWAT Kats: The Radical Squadron — рассказчик за кадром (в эпизоде The Ghost Pilot)
- 1995 — Дакмен[англ.] / Duckman — священник • диктор-ведущий (в эпизоде Married Alive; озвучивание)
- 2009 — Гриффины / Family Guy — в роли самого себя: рассказчик за кадром в мультсериале «Супердрузья[англ.]» (в эпизоде Family Goy)

### В титрах не указан
- 1948 — Доблестный клинок[англ.] / The Gallant Blade — солдат
- 1949 — Попавший в ловушку / Trapped — рассказчик за кадром
- 1950 — Джекпот[англ.] / The Jackpot — Ларри Хейнс • диктор радио-конкурса
- 1951 — Три парня по имени Майк[англ.] — диктор авиакомпании (озвучивание)
- 1952 — Красное небо Монтаны[англ.] / Red Skies of Montana — рассказчик за кадром при вступительных титрах
- 1952 — Назначение: Париж[англ.] / Assignment – Paris! — рассказчик за кадром
- 1953 — Чудовище с глубины 20 000 саженей / The Beast from 20,000 Fathoms — рассказчик за кадром при вступительных титрах • диктор радио (озвучивание)
- 1953 — Полиция нравов / Vice Squad — Дейв
- 1954 — Игривая девочка[англ.] / Playgirl — пьяница
- 1954 — Свиньи или нет?[англ.] / Pigs Is Pigs — рассказчик за кадром
- 1954 — На трёх тёмных улицах / Down Three Dark Streets — рассказчик за кадром • профессор Уилсон
- 1954 — Быстрые и яростные[англ.] / The Fast and the Furious — офицер Сэмюэлс
- 1955 — Новый Орлеан без цензуры / New Orleans Uncensored — рассказчик за кадром
- 1955 — Это прибыло со дна моря / It Came from Beneath the Sea — рассказчик за кадром при вступительных титрах
- 1956 — Земля против летающих тарелок / Earth vs. the Flying Saucers — рассказчик за кадром
- 1957 — Страх вырывается наружу[англ.] / Fear Strikes Out — диктор (озвучивание)
- 1957 — Текстильные джунгли / The Garment Jungle — диктор-ведущий
- 1957 — 20 миллионов миль до Земли / 20 Million Miles to Earth — рассказчик за кадром при вступительных титрах
- 1961 — Американцы[англ.] / The Americans  — рассказчик за кадром (в 17 эпизодах)
- 1963 — Флот МакХейла[англ.] / McHale's Navy — рассказчик за кадром (в эпизоде To Binghamton with Love)
- 1966 — Только не с моей женой, не смей![англ.] / Not with My Wife, You Don't! — полковник Уилсон
- 1967—1968 — Захватчики[англ.] / The Invaders — рассказчик за кадром (в 43 эпизодах)
- 1968 — Менникс[англ.] / Mannix — Уоткинс, фотограф (в эпизоде Delayed Action[англ.])
- 1969 — Напряги извилины / Get Smart — рассказчик за кадром (в эпизоде And Baby Makes Four: Part 2)
- 1971—1972 — Странная парочка[англ.] / The Odd Couple — рассказчик за кадром (в 2 эпизодах)
- 1978—1979 — Радио Цинциннати[англ.] / WKRP in Cincinnati — диктор-ведущий • рассказчик за кадром при заключительных титрах (в 4 эпизодах)
- 1981 — Возвышение и падение Иди Амина[англ.] / Rise and Fall of Idi Amin — рассказчик за кадром
- 1985 — Улица Сезам представляет: Иди за той птицей / Sesame Street Presents: Follow That Bird — озвучивание трейлера
- 1986 — Центурионы[англ.] / Centurions — рассказчик за кадром (в 65 эпизодах)
- 1991 — Ракетчик / The Rocketeer — ведущий новостей (озвучивание)